# Institut national des sciences appliquées de Toulouse
Fundada el 1963, l’Institut national des sciences appliquées de Toulouse (Institut Nacional de les Ciències Aplicades), també anomenada INSA Toulouse, és una Grande école d'enginyeria de França. Està situada a Tolosa de Llenguadoc.
L’Institut national des sciences appliquées de Toulouse és un establiment públic d'ensenyament superior i recerca tècnica. L'Escola lliura el diploma d'enginyer de INSA Toulouse (Màster Ingénieur INSA Toulouse), doctorats i el Mastère spécialisé.
A nivell de recerca, està associat, entre d'altres, amb el CEMES.